# Rudolf von Raesfeld
Rudolf von Raesfeld (* im 16. Jahrhundert; † im 17. Jahrhundert) war Domherr in Münster.

## Leben
Rudolf von Raesfeld entstammte dem westfälischen Adelsgeschlecht von Raesfeld, aus dem zahlreiche namhafte Persönlichkeiten hervorgegangen sind. Dessen Mitglieder gehörten dem katholischen Glauben an. Er war der Sohn des Reinhard von Raesfeld zu Romberg und dessen Gemahlin Stephanie von Mechelen. Am 13. August 1586 wurde Rudolf vom Vizedominus Jobst Droste für die Dompräbende des verstorbenen Domherrn Johannes von Keppel präsentiert. Er verzichtete und heiratete am 30. April 1605 die Erbtochter Anna von Walrave zu Kendenich. Damit kam die Burg Kreuzau in den Besitz der Familie von Raesfeld.